# Rechterlijke macht in België
Dit artikel geeft een overzicht van het aantal verschillende rechtbanken en hoven, die in België de rechterlijke macht uitoefenen.  De rechterlijke macht in België wordt hoofdzakelijk gereglementeerd door de Belgische grondwet, enkele bijzondere wetten, enkele administratieve wetten en het Belgisch Gerechtelijk Wetboek.

## Indeling
Deze worden op verschillende wijzen ingedeeld:
- territoriaal: in gerechtelijke kantons (162), gerechtelijke arrondissementen (12) en gerechtelijke gebieden (5)
- materieel: naargelang de rechtsmaterie die zij behandelen, burgerlijke zaken, strafzaken, sociale zaken, financieel-economische zaken, jeugdzaken, ...
- formeel: of zij inhoudelijk oordelen, of enkel over de rechtsprocedure en -vorm oordelen

## Overzicht van rechtsprekende organen
Over het algemeen zijn er drie soorten organen met een rechtsprekende functie te onderscheiden:
- Titel III, Hoofdstuk VI van de Grondwet: De organieke rechterlijke macht bestaande uit een hiërarchische structuur van rechtbanken en hoven.
- Titel III, Hoofdstuk VII van de Grondwet: De administratieve rechtscolleges die organiek tot de uitvoerende macht behoren maar een rechtsprekende functie uitoefenen. Het hoogste administratief rechtscollege is de grondwettelijk vastgelegde Raad van State.
- Titel III, Hoofdstuk V van de Grondwet: Het Grondwettelijk Hof, een bijzonder rechtscollege dat oorspronkelijk werd opgericht als het Arbitragehof met als taak bevoegdheidsconflicten tussen de federale en regionale niveaus op te lossen.

België werd opgericht als een unitaire staat naar Frans model, waardoor de gerechtelijke organisatie nog veel gelijkt op die van Frankrijk. België evolueerde naar een federale staat, maar de gerechtelijke organisatie werd niet mee aangepast waardoor er geen aparte rechtbanken zijn voor de federale en regionale niveaus zoals in andere federale staten.

### Gewone organen
De rechterlijke macht is hiërarchisch en territoriaal georganiseerd.  Afhankelijk van het soort betwisting, komt de rechtspraak toe aan afzonderlijke rechtsprekende organen.  Indien beroep tegen een beslissing mogelijk is, zal dit worden ingesteld bij het orgaan dat hiërarchisch of regionaal hoger staat dan het orgaan dat de uitspraak heeft geveld.  
- eerste niveau
  - Vredegerechten voor kleine burgerlijke zaken (1 per gerechtelijk kanton, 162)
  - Politierechtbanken voor kleine strafzaken (minstens 1 per gerechtelijk arrondissement, 15)
- tweede niveau
  - Rechtbanken van eerste aanleg (1 per gerechtelijk arrondissement en Nederlands- en Franstalig in Brussel, 13) bestaande uit:
    - een kamer voor burgerlijke zaken
    - een kamer voor strafzaken
    - een kamer voor jeugdzaken
    - een kamer voor strafuitvoering
    - Raadkamer

  - Arbeidsrechtbanken voor sociale geschillen (1 per gerechtelijk gebied, behalve in het gebied van Brussel: daar is er 1 in Brussel in elke taal, 1 in Leuven en 1 in Nijvel, en behalve in Luik waar er ook 1 in Eupen is, 9)
  - Rechtbanken van koophandel voor handels- en economische zaken (1 per gerechtelijk gebied, behalve in het gebied van Brussel: daar is er 1 in Brussel in elke taal, 1 in Leuven en 1 in Nijvel, en behalve in Luik waar er ook 1 in Eupen is, 9)
  - Arrondissementsrechtbank samengesteld door de voorzitters van de drie voorgaande rechtbanken om over bevoegdheidsconflicten te beslissen
- derde niveau
  - Hoven van Beroep (1 per gerechtelijk gebied, 5) bestaande uit:
    - een kamer voor burgerlijke zaken, handels- en economische zaken
    - een kamer voor strafzaken
    - een kamer voor jeugdzaken
    - Kamer van inbeschuldigingstelling

  - Arbeidshoven voor sociale zaken (1 per gerechtelijk gebied, 5)
- buiten categorie
  - Hoven van Assisen voor bijzondere strafzaken met een volksjury waartegen geen beroep mogelijk is (1 per provincie + het extraprovinciale gebied Brussel-Hoofdstad, 11)
  - Hof van Cassatie voor vormgebreken in de rechtspraak van hoven en rechtbanken (1 voor het ganse land) waartegen geen beroep mogelijk is

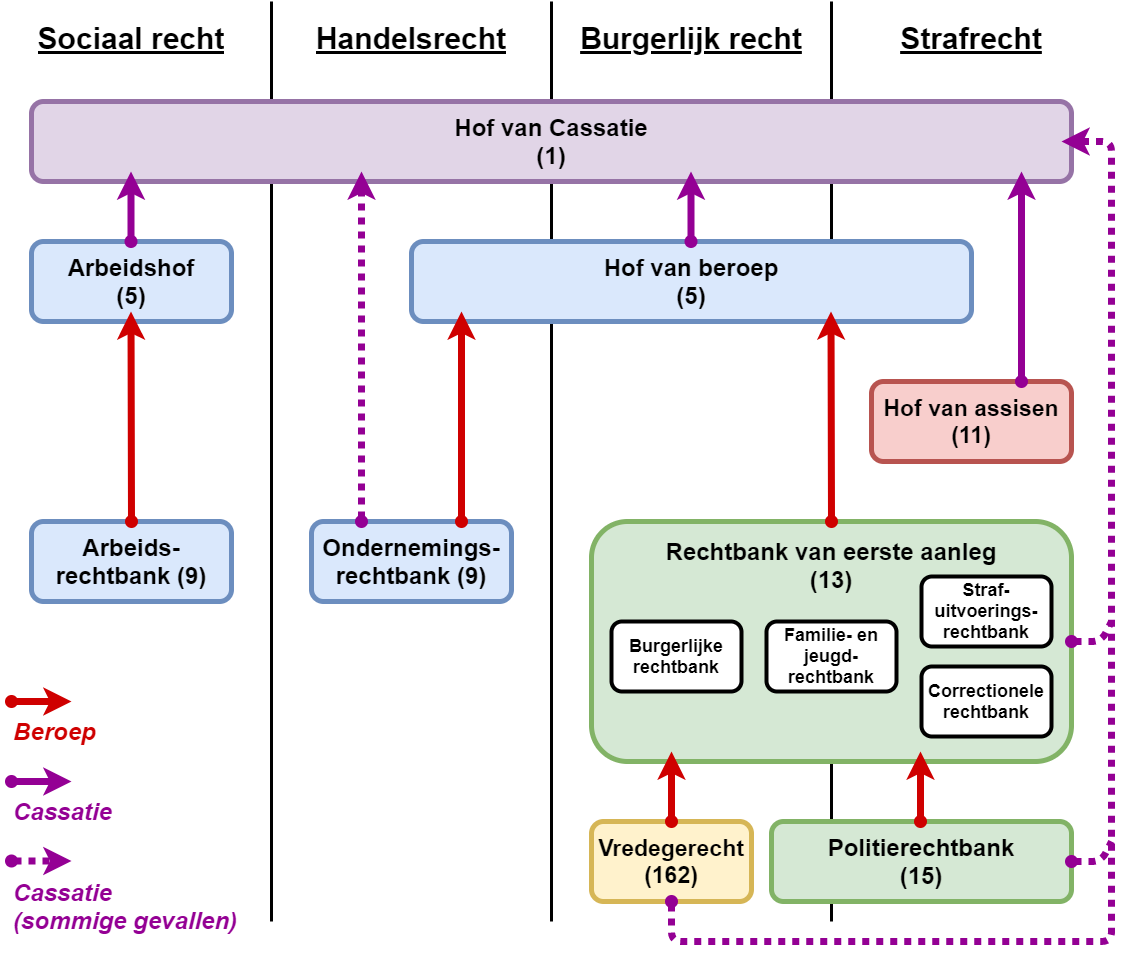
Gerechtelijke hiërarchie anno 2018:

| Een voor het hele land                            |
| Georganiseerd per gerechtelijk gebied             |
| Georganiseerd per provincie (+ Brussel-Hoofdstad) |
| Georganiseerd per gerechtelijk arrondissement     |
| Georganiseerd per gerechtelijk kanton             |

### Buitengewone organen
De rechterlijke macht heeft niet het monopolie op rechtspraak. Ook de Raad van State, verscheidene administratieve rechtbanken en het Grondwettelijk Hof (vroeger Arbitragehof genaamd) hebben rechtsprekende bevoegdheid in bepaalde materies. Vroeger bestonden er ook militaire hoven en rechtbanken. Voor internationale handelsgeschillen is er tevens het Brussels International Business Court.
Verder bestaan er ook diverse internationale gerechtshoven:
- Het Benelux-Gerechtshof van de Benelux
- Het Hof van Justitie van de Europese Unie
- Het Europees Hof voor de Rechten van de Mens (EHRM) van de Raad van Europa

## Magistratuur
De magistratuur wordt onderverdeeld in twee categorieën: 
- de staande magistratuur, het Openbaar Ministerie die namens de overheid de officiële aanklacht stellen
- de zittende magistratuur, de rechters die namens de overheid uitspraak doen

De magistraten in de rechtbanken worden rechters genoemd, die in de hoven  raadsheren.  Zij worden benoemd door de koning, op voordracht van de Hoge Raad voor de Justitie.  Hun statuut wordt grotendeels bepaald in de Grondwet. 
Ten dienste van de rechterlijke macht staan de griffiers en de referendarissen.
De beslissingen van rechtbanken zijn vonnissen, de beslissingen van hoven worden arresten genoemd.